# Pierre Tritz
Pour les articles homonymes, voir Tritz.
 (janvier 2021).
La mise en forme du texte ne suit pas les recommandations de Wikipédia : il faut le « wikifier ».
Les points d'amélioration suivants sont les cas les plus fréquents. Le détail des points à revoir est peut-être précisé sur la page de discussion.
- Les titres sont pré-formatés par le logiciel. Ils ne sont ni en capitales, ni en gras.
- Le texte ne doit pas être écrit en capitales (les noms de famille non plus), ni en gras, ni en italique, ni en « petit »…
- Le gras n'est utilisé que pour surligner le titre de l'article dans l'introduction, une seule fois.
- L'italique est rarement utilisé : mots en langue étrangère, titres d'œuvres, noms de bateaux, etc.
- Les citations ne sont pas en italique mais en corps de texte normal. Elles sont entourées par des guillemets français : « et ».
- Les listes à puces sont à éviter, des paragraphes rédigés étant largement préférés. Les tableaux sont à réserver à la présentation de données structurées (résultats, etc.).
- Les appels de note de bas de page (petits chiffres en exposant, introduits par l'outil «  Source ») sont à placer entre la fin de phrase et le point final[comme ça].
- Les liens internes (vers d'autres articles de Wikipédia) sont à choisir avec parcimonie. Créez des liens vers des articles approfondissant le sujet. Les termes génériques sans rapport avec le sujet sont à éviter, ainsi que les répétitions de liens vers un même terme.
- Les liens externes sont à placer uniquement dans une section « Liens externes », à la fin de l'article. Ces liens sont à choisir avec parcimonie suivant les règles définies. Si un lien sert de source à l'article, son insertion dans le texte est à faire par les notes de bas de page.
- La présentation des références doit suivre les conventions bibliographiques. Il est recommandé d'utiliser les modèles {{Ouvrage}}, {{Chapitre}}, {{Article}}, {{Lien web}} et/ou {{Bibliographie}}. Le mode d'édition visuel peut mettre en forme automatiquement les références.
- Insérer une infobox (cadre d'informations à droite) n'est pas obligatoire pour parachever la mise en page.

Pour une aide détaillée, merci de consulter Aide:Wikification.
Si vous pensez que ces points ont été résolus, vous pouvez retirer ce bandeau et améliorer la mise en forme d'un autre article.
Pierre Tritz ([pjɛʁ tʁits]), né le 19 septembre 1914 à Heckling-les-Bouzonville en Moselle (alors dans l'Empire allemand) et mort le 10 septembre 2016 à Manille aux Philippines, est un prêtre jésuite français diplômé en psychologie et en sciences de l'éducation. L'ancienne présidente des Philippines, Cory Aquino, disait à son propos : « En Inde, il y a Mère Teresa, au Caire, il y a Sœur Emmanuelle et aux Philippines, nous avons le Père Tritz ». 
En 1918, à la défaite de l'Empire allemand mettant fin à la Première Guerre mondiale, la Moselle réintègre la France et la famille Tritz, comme tous les Lorrains, redevient française.
En 1926, c'est en visitant avec ses parents une exposition missionnaire que le jeune Pierre se découvre à la fois une vocation de prêtre et de missionnaire. En 1927, Pierre Tritz quitte sa Lorraine natale et entre en 1933 au noviciat des Jésuites à Florennes en Belgique. En 1936, il arrive en Chine et rencontre un scientifique réputé qui est un confrère, le père Pierre Teilhard de Chardin qu'il fréquentera pendant dix années,. Le père Tritz enseigne à Tientsin et poursuit des études de philosophie puis de théologie dans le quartier Zikawei de Shanghai qui le ocnduisent à etre ordonné prêtre en 1944. En 1948 il est contraint de rentrer en France après la révolution communiste et la victoire de Mao.
À partir de 1950, il s’installe définitivement à Manille aux Philippines, dans un premier temps pour y enseigner. Il obtient la nationalité philippine en 1974 et crée ERDA Foundation (Education Research and Development Assistance – Association pour la recherche et le développement de l’éducation). Il parvient à sortir 75 000 enfants de la misère, de la prostitution, du tétanos et de la faim en aidant leurs parents vivant dans les bidonvilles de Manille à scolariser leurs enfants et à leur donner de l'espoir. À ce jour, ERDA a déjà aidé plus de 800 000 enfants. 
Le père Tritz rejoint Raoul Follereau et ses équipes en 1976 et crée FAHAN (Foundation for the Assistance to Hansenite) ou MAH (Mouvement pour l’assistance des hanséniens) en coordination avec la Philippines Leprosy Mission du ministère de la Santé philippin. En 2000 étaient recensés 3 379 cas de lèpre aux Philippines. Il décide de créer une léproserie qui ne soit pas seulement un centre de traitement des cas contagieux mais aussi un lieu de vie pour les personnes mutilées et exclues.
Le père Tritz, qui parlait couramment le français, le francique, l'allemand, l'anglais, le chinois et l'espagnol, a reçu de nombreux prix dont le prix Raoul Follereau de l'Académie française en 1983, le prix du chanoine-Bouard en 1996 et 2002 et la Légion d’honneur en 1996.

## Biographie

### Ses origines mosellanes
Pierre Tritz est né le 19 septembre 1914 à Heckling-les-Bouzonville en Moselle. Son père Nicolas et sa mère Marie Angélique Thimer ont eu sept enfants dont il est l'aîné.

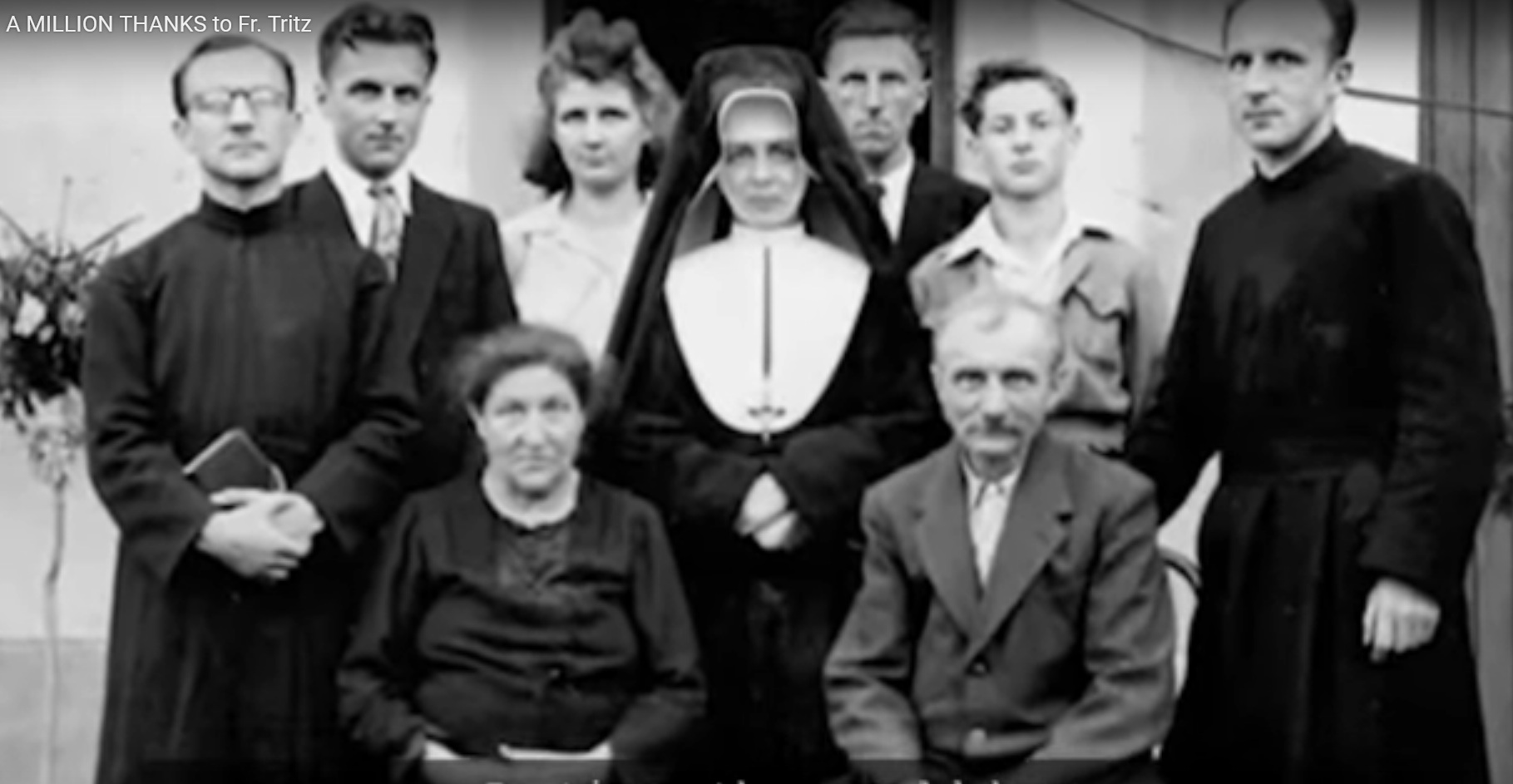
Photo de famille à Heckling-les-Bouzonville en Moselle.

Le père Tritz descend de la branche d’Antoine Tritz, fils de Mathias Tritz, lui-même fils de Jost Tritz, né vraisemblablement à Niedaltdorf vers 1570 et ancêtre des Tritz de Moselle.
À 12 ans, Pierre exprimait déjà le souhait de devenir prêtre et se sentait attiré par l’Asie. Il était fasciné par la figure de Matteo Ricci, jésuite italien du XVIIe siècle et grand évangélisateur (par l'inculturation de la foi chrétienne) de la Chine. C’est en se rendant au stand de missionnaires en Chine lors d’une exposition qu’il fait le vœu de s’installer en Chine et de devenir jésuite. Trois membres de sa famille sont également entrés dans les ordres.
En 1927, à l’âge de 13 ans, le jeune Pierre quitte sa famille pour faire ses études secondaires à Florennes en Belgique où les Jésuites français sont en exil. À 19 ans, il entre au noviciat.

### Sa vie en Chine de 1936 à 1948
Il quitte l’Europe en 1936 et arrive à Tientsin après un voyage éprouvant de trois semaines en train Transsibérien. En 1937 durant la guerre sino-japonaise, il est mobilisé pour quelques mois dans les troupes de l’infanterie coloniale et défend les concessions françaises convoitées par l’envahisseur japonais. Il y fait la connaissance du Père Pierre Teilhard de Chardin dont la pensée n’était connue à l’époque que d’un cercle d’intimes, les autorités religieuses lui ayant interdit de publier ses écrits. Il dira pllus trd: "C’est là que j’ai intégré le circuit pédagogique. Comme enseignant (en éducation civique), comme assistant administratif, à l'Université jésuite de Tsien-Tsin, et comme élève, à la mission de Tsien-Tsin où j’ai appris le chinois et suivi mon cursus de philosophie".
Il fait son apprentissage apostolique (régence) au Tientsin Kung Shang College (Institut des Hautes Études Industrielles et Commerciales de Tientsin) entre 1937 et 1939.
Entre 1942 et 1944, il est administrateur des activités sportives à la Tsinku University de Tsien-Tsin. Il se perfectionne en langue chinoise et établit de solides liens d’amitié avec des étudiants chinois.
Il vivra également cette guerre sino-japonaise en accueillant et en s’occupant de réfugiés qui fuyaient les zones de combat.

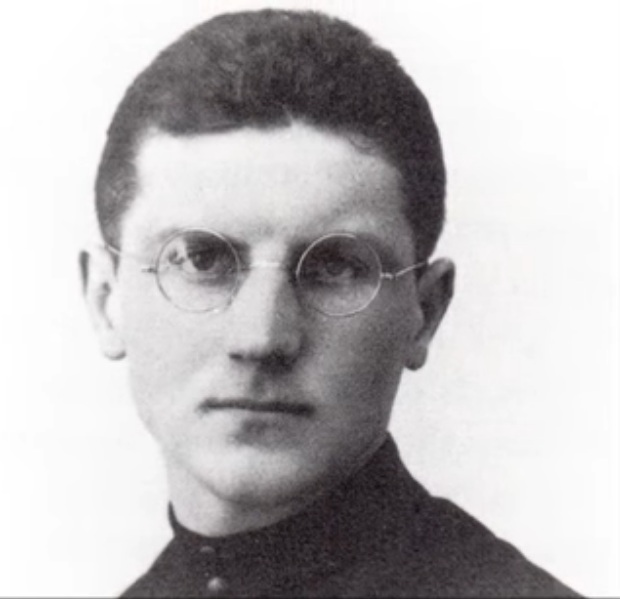
Études secondaires en Belgique.

En 1944, il intègre l’Université catholique l’Aurore à Shanghai et y termine ses études de théologie au Bellarmine College dans le quartier de Zikawei à Shanghai jusqu’en 1948. Il y obtient sa licence en théologie. Il est alors ordonné prêtre le 4 juin 1947 par Mgr Augustine Haouisee S.J. à la Cathédrale Saint-Ignace dans le quartier Zikawei de Shanghai.
Il rentre en France pour participer au troisième cycle du Séminaire des Missions à Ineuil près de Châteauneuf-sur-Cher du 10 octobre 1948 au 2 février 1949. En tant que prêtre, sa première affectation est celle de professeur de religion à l’École Saint Joseph à Reims entre 1949 et 1950
À la suite de la victoire de Mao Tse Toung en mai 1949, les missionnaires étrangers sont expulsés de Chine. Les portes de la Chine se ferment à tout jamais pour lui. Son supérieur lui propose alors de s’installer temporairement à Manille.

### Son installation définitive aux Philippines de 1950 à 2016
Le père Pierre Tritz arrive aux Philippines le 24 octobre 1950, à l’âge de 36 ans. Sa première affectation est au Chabanel Hall à Mandaluyong, l'école de langue des jésuites exilés. Il y est sous-ministre des scolastiques (1950-51) et ministre de Chabanel Hall (1951-52) et s’occupe également de réfugiés chinois.

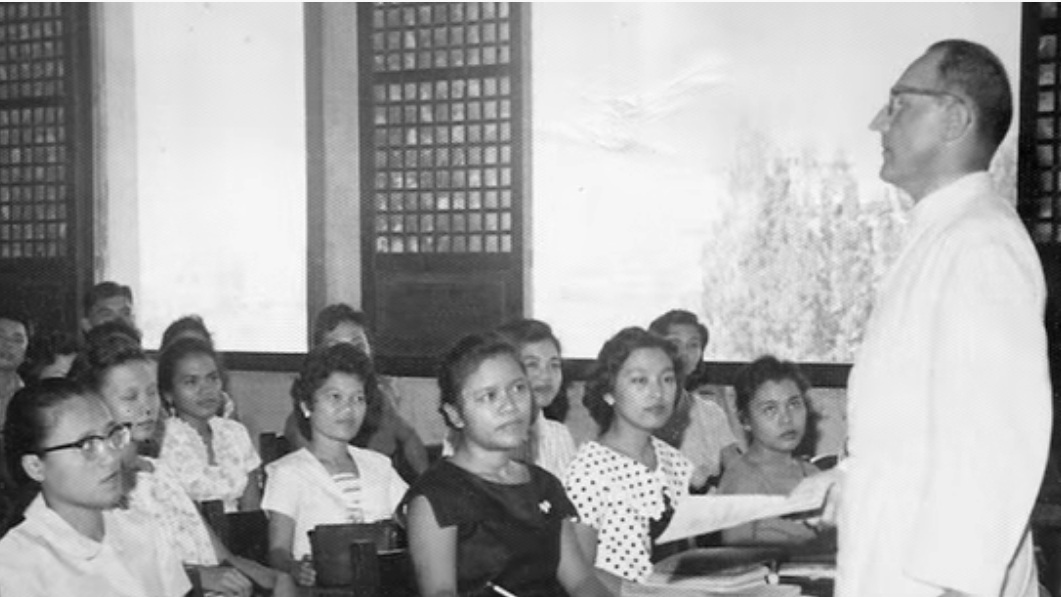
Pere Pierre TRITZ Arananeta Institute of Agriculture.

Il a enseigné dans différents établissements. En 1952, il est professeur d’anglais, conseiller et préfet de dortoir à Arananeta Institute of Agriculture. À Ateneo de Manila University, il est aumônier et enseignant en religion et philosophie de 1952 à 1969, directeur de la vie étudiante (student personnel services) de 1958 à 1969 et doyen de 1966 à 1969. A Ateneo de Manila Graduate School of Arts and Sciences de 1961 à 1973, il enseigne la théologie et la philosophie. A Far Eastern University il est conseiller en orientation pédagogique et enseignant en psychologie tout en étant aumônier à l'hôpital Saint Joseph de Quiapo de 1969 à 1978. À University of the East, il est professeur d'orientation pédagogique (Educational Guidance) et de psychologie de 1970 à 1978.
Mais le père Tritz ne s’est pas limité à enseigner dans des campus universitaires. En 1965, il prend connaissance dans la presse d’une enquête réalisée par le gouvernement philippin révélant que 60 % des enfants entrant en primaire abandonnaient l’école avant la fin de leurs six années de scolarité pourtant obligatoire et gratuite. Ce taux d’abandon de l’école le choque et lui fait prendre conscience de la déscolarisation des enfants pauvres. Il décide alors de rencontrer ces enfants et leurs familles sur le terrain.  Durant toute sa vie restante il s'est dès lors attaché à améliorer leur sort. Il apprend la langue du pays (le Tagalog) et pour mieux s'insérer dans le pays il demande la nationalité philippine.
Il crée alors avec Betty Reyes, une Philippine, ERDA, association qui a pour mission de recenser les jeunes philippins originaires de bidonvilles de Manille dont 60% avaient quitté leur scolarité avant la fin de l’école primaire parce que leurs parents, trop pauvres, sans travail et sans ressources, ne pouvaient subvenir aux frais d’habillement et de fournitures. 
En 1974, le R.P. Tritz a 60 ans et pour lui, c’est l’âge d’une nouvelle jeunesse, d’une nouvelle vie d’action. Il répétait souvent cette phrase de Victor Hugo : "Un enfant qui ne sait ni lire ni écrire est un enfant perdu". 

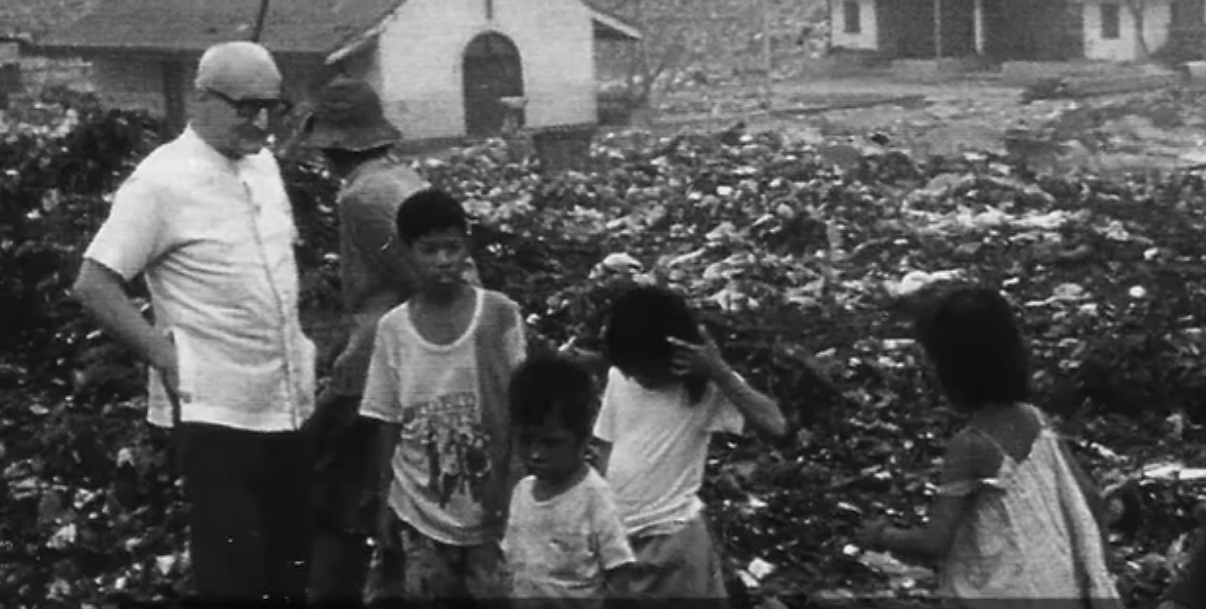
Bidonville de Manille.

Dans l’ancienne décharge d’ordures de Smokey Mountain, ERDA met en place un programme pour les enfants qui survivent de la nourriture ou autres produits revendables trouvés dans les ordures. Ce programme inclut des tutoriels, des conseils de soins, finance leur repas et propose d'autres sources de revenus. Le projet Tuklasan fournit un abri et des conseils aux enfants des rues âgés de 7 à 15 ans du Grand-Manille. La fondation aide les enfants en leur assurant une scolarité normale. Il crée aussi un orphelinat et ouvre des écoles maternelles au cœur des bidonvilles, avec la participation des parents, à Manille et à travers l’archipel philippin via les associations partenaires. Fourniture scolaires, formation et rémunération des enseignants, suivi sanitaire et assistance sociale auprès des familles. En 2016, l’association les Amis des Enfants du Monde finançait déjà 20 % du budget de l'action pour 875 élèves dans 35 classes.

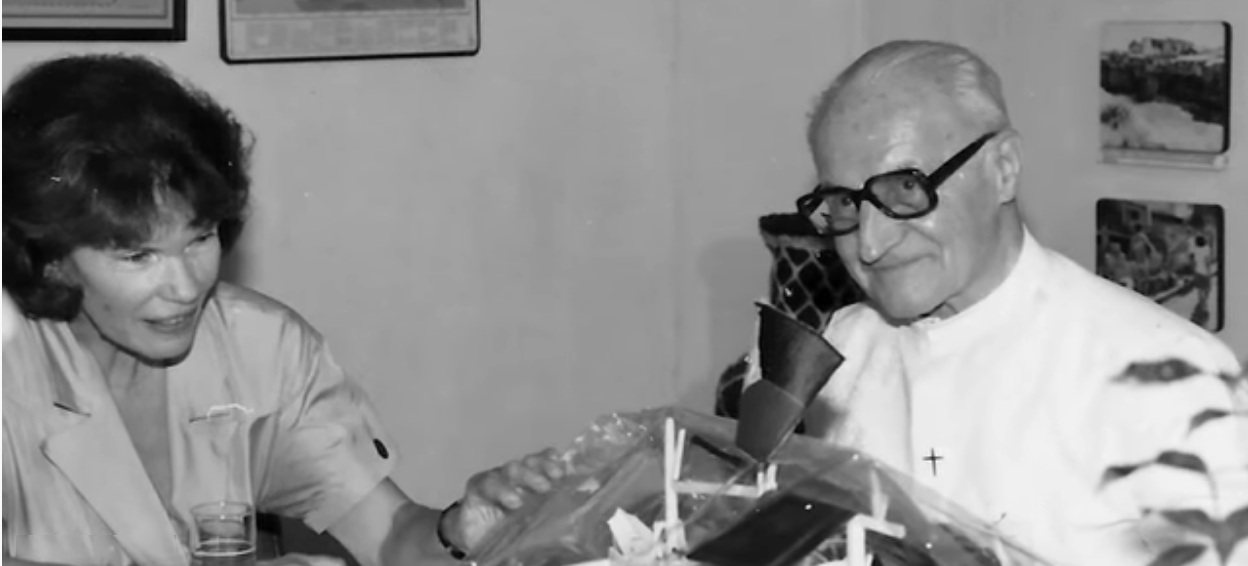
Rencontre avec la présidente de France-Libertés.

Le R.P. Tritz a également occupé des postes de direction et aumôneries dans différents établissements. Il est directeur du Center for Chinese Students in España de 1969 à 1977, directeur du Recon Personnel Services in España de 1975 à 1982, aumônier à la RVM Immaculate Conception Students Residence in España de 1978 à 1979 et aumônier à l’Hospital of the Infant Jesus à Laon Laan de 1979 à 2014.
En 1978, il lance le Mouvement pour l'assistance aux Hansenites, (FAHAN Foundation for the Assistance to Hansenite) à la suite des encouragements de Raoul Follereau, un défenseur reconnu des préoccupations des personnes touchées par la lèpre. Il a mobilisé ses étudiants en psychologie de la Far Eastern University pour dépister la lèpre dans les bidonvilles de Manille et dans les campagnes au Nord des Philippines.
En 1993, il crée ERDA Tech. un programme novateur d’école secondaire technique et professionnel où les enfants de familles très pauvres ont la possibilité de terminer leurs études secondaires et d’acquérir une compétence technique propice à l'emploi.
ERDA Tech prépare les étudiants à l’université. Il gère également un programme de formation non formelle des compétences (Palihan) pour les enfants plus âgés. Le premier collège technique est construit en février 1994.

« Nous formons des enfants qui doivent retrouver confiance en la vie »

— R.P. Pierre Tritz S.J.
.
Le Groupe ERDA a élargi ses domaines d’activité en dehors de la capitale dans les zones rurales à travers tout le pays.

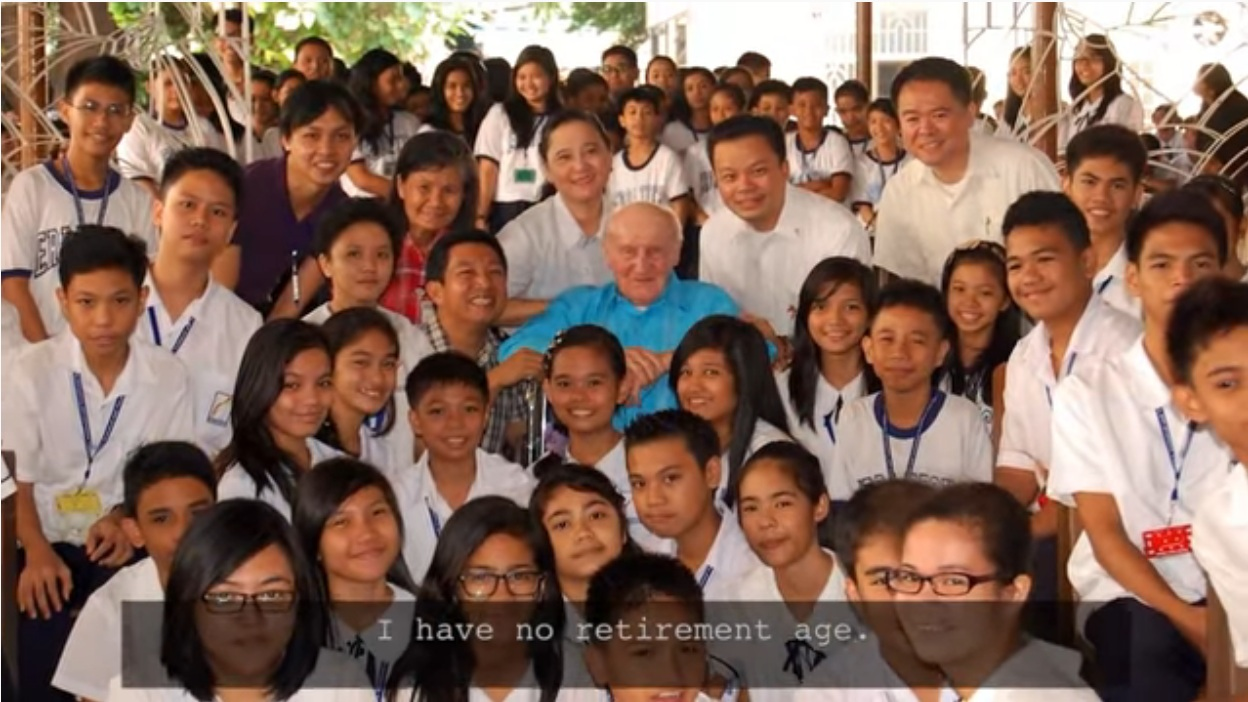
ERDA à l'occasion des 100 ans du Père Tritz.

En 1995, avec l’aide d’un groupe d’avocats bénévoles, il crée ASAP, the Albert Schweitzer Association Philippines dont l’objectif est d’aider les enfants en conflit avec la loi et travaille pour libérer les enfants des prisons,. Ces programmes comprennent : la défense juridique et l’intervention, les médias et la publication (plaidoyer), l’éducation et la formation de para-juriste, l’éducation et la réinsertion. Sa mission consiste à aider des dizaines de milliers d’enfants de la rue qui ont été jetés en prison parce qu’obligés de vivre de rapines et de mendicité, à établir des dossiers pour les défendre et les tirer de cette situation désastreuse. « Notre but est de casser le cercle vicieux qui s’appelle arrestation - détention - retour dans la rue - re-arrestation », nous a dit la responsable lors de notre récent passage.

### La fin de sa vie
Dans la modeste et minuscule chambre dans laquelle il vécut jusqu’à la fin de sa vie, il lisait à haute voix une prière de saint François d'Assise : 

« Fais que je ne cherche pas tant à être consolé que de consoler, d'être compris que de comprendre, d'être aimé que d'aimer, parce que c'est en donnant que l'on reçoit et en s'oubliant soi-même qu'on se retrouve soi-même, c'est en pardonnant qu'on obtient le pardon, c'est en mourant qu'on ressuscite à l'éternelle vie »

— Saint François d'Assise
.

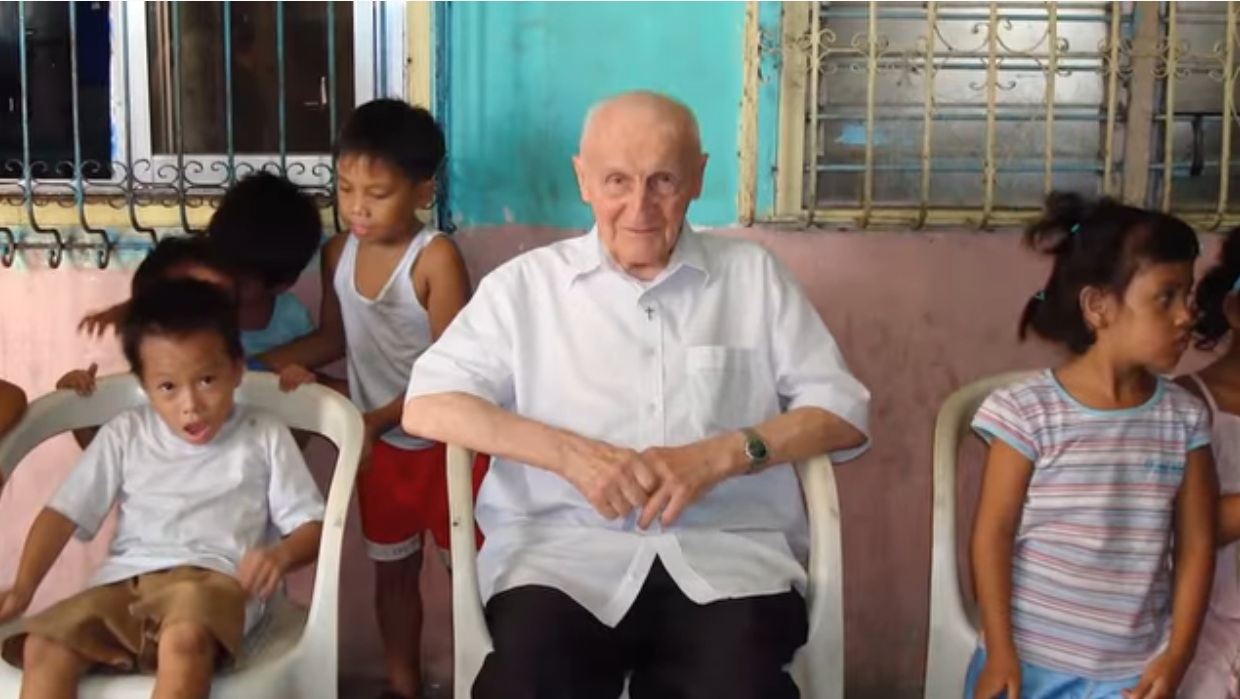
R.P. Pierre Tritz, ERDA Foundation.

Neuf jours avant ses 102 ans, le 10 septembre 2016, le père Pierre Tritz décède d'une insuffisance cardiaque majeure à 19h43 à l'hôpital de l'University of Santo Tomas, Manille.

## Distinctions
- 1983. Le R.P. Tritz reçoit le prix Raoul Follereau de l'Académie française pour son courage et son dévouement envers les lépreux.
- 1992 le 8 décembre. Il reçoit de la Fondation internationale des Lions Club le titre de Compagnon de Melvin Jones[25].
- 1993. Cory Aquino, ancienne présidente des Philippines, remet au père Tritz le prix de la paix Aurora Aragon Quezon Peace Awards[26].
- 1993. Fidel Ramos président des Philippines, lui remet le Golden Heart Award[27] pour ses services remarquables qu’il a rendus pour l'amélioration des conditions morales, sociales et économiques du peuple philippin.
- 1993 le 24 juin. Il reçoit la médaille d’officier de l’Ordre National du Mérite (France)[28].
- 1993 le 30 novembre. Le père Pierre Tritz a reçu le prix et la médaille d’or Albert-Schweitzer qui distingue des personnalités qui se dévouent de façon exemplaire et désintéressée pour le bien d’autrui. Ce prix a été décerné par la Fondation Johann Wolfgang von Goethe[29].
- 1993 le 9 décembre. Il reçoit la médaille Apolinario Mabini[30], médaille philippine le récompensant après l'avoir désigné comme le travailleur professionnel de l'année pour son œuvre de réhabilitation des enfants .
- 1996. Le père Tritz est promu au grade de chevalier de la Légion d’Honneur[31].
- 1998. L'Académie nationale de Metz décerne au père Tritz le prix Chabot-Didon[32] qui distingue tous les deux ans une personnalité ou une association dont le renom et les activités honorent notre région.
- 2004. L'Académie allemande lui décerne le prix de la Germany’s Supreme Commander of the Order of Merit Award[33]. L'ambassadeur d'Allemagne Herbert D. Jess a invité à cette occasion l'ambassadrice de France Renée Veyret et l'ambassadrice de Suisse Lise Favre .
- 2004. Ses travaux et réalisations ont été reconnus aux Philippines par le prix du Volunteer Lifetime Achievement Award (VLAA)[34] remis par Search for Outstanding Volunteers (SOV).